# Haemophilus influenzae
Espèce
Haemophilus influenzae, autrefois appelé bacille de Pfeiffer, est une bactérie strictement humaine de la famille des Pasteurellaceae et de la classe des Gammaproteobacteria. Les cellules sont des coccobacilles ou de petits bâtonnets immobiles à Gram négatif.
Richard Pfeiffer (1858-1945) a été le premier à les décrire en 1892 lors de la pandémie de grippe (influenza) de 1889-1892. On a longtemps cru qu'il s'agissait de l'agent infectieux responsable de la grippe, jusqu'à ce que Richard Shope mette en évidence en 1931 l'étiologie virale de cette maladie, en isolant un virus à partir de filtrats de broyats de poumons de porcs à l'occasion d'une grippe porcine proche de la grippe humaine.
Son génome est le premier à être entièrement séquencé, en 1995 (1 830 140 paires de base et 1 740 gènes).

## Taxonomie
Le nom correct complet (avec auteur) de ce taxon est Haemophilus influenzae corrig. (Lehmann & Neumann 1896) Winslow et al. 1917.
Haemophilus influenzae a pour synonymes :
- Bacterium influenzae Lehmann & Neumann 1896
- Hemophilus influenzae (Lehmann & Neumann 1896) Winslow et al. 1917

### Étymologie
L'étymologie de l'épithète spécifique est la suivante: N.L. fem. n. influenza, 'grippe (de l'italien n. influenza); N.L. gen. fem. n. influenzae, de la grippe. Quant à Haemophilus, le terme est composé du mot grec "Haïma" (sang) et Phylos (affinité, affection).

## Pouvoir pathogène
C'est une bactérie isolée à partir du microbiote des voies respiratoires supérieures humaines.
- Les souches non encapsulées (donc « non typables », « NTHI ») sont commensales de la sphère ORL et peuvent être responsables d'infections locales suppurées (otite, sinusite, pharyngite, conjonctivite). Haemophilus influenzae représente près de 40 % des causes bactériennes des otites moyennes aigües (infection suppurée de l’oreille moyenne).
- Les souches encapsulées (a, b (ou « Hib », souche la plus virulente), c, d, e, f) peuvent être responsable de méningites, survenant presque exclusivement chez les enfants jusqu'à l'âge de six ans, de l'épiglottite aiguë qui peut entraîner la mort par asphyxie et qui se voit surtout chez les enfants (dans ce cas, ne pas coucher un petit enfant qui respire mal et reste assis : cela peut faire basculer son épiglotte et l'étouffer), de bactériémies, de pneumonies (la pneumopathie post-grippale était fréquemment due aux Haemophilus influenzae qui ont toutefois été détrônés par les staphylocoques dans cette manifestation. En revanche, Haemophilus influenzae reste fréquemment en cause, avec le pneumocoque, dans les poussées aigües chez les bronchitiques).

En dehors du tractus respiratoire, H. influenzae peut se voir dans certaines ostéites et arthrites et infections génitales comme des vaginites.
Autres espèces au pouvoir pathogène voisin :
- Haemophilus aegyptius est l'agent d'une conjonctivite (bacille de Weeks) ;
- Haemophilus parainfluenzae (n'exigeant que le facteur V) et Haemophilus haemolyticus et parahaemolyticus sont des commensaux de la bouche qui peuvent occasionnellement être pathogènes ;
- Haemophilus aphrophilus, n'exigeant que le facteur X, peut être responsable d'endocardites et de suppurations diverses.

## Caractères bactériologiques

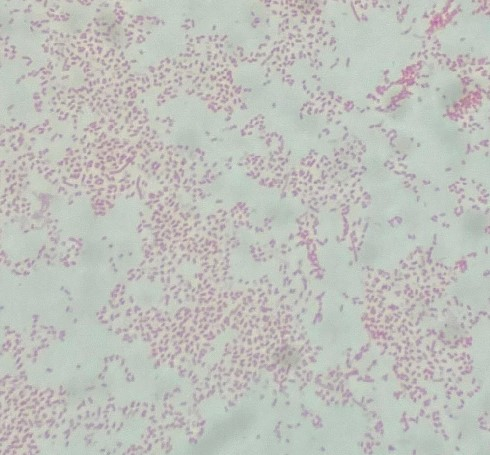
coloration de Gram (merci Emma D.)

Petit bacille à Gram négatif, les souches virulentes de sérotype b sont fréquemment encapsulées mais la capsule est difficilement visible en dehors des prélèvements pathologiques purulents.
Haemophilus influenzae exige deux facteurs de croissance : les facteurs X (hémine ou hématine) et V (NAD+).
Sur un milieu ordinaire où l'on dépose un disque contenant ces facteurs X+V, les colonies ne poussent qu'autour du disque.
Le facteur X peut être apporté par un milieu enrichi en hémoglobine (gélose au sang cuit ou chocolat). Le facteur V peut être apporté par l'ajout d'extrait de levure, un supplément polyvitaminé ou par coculture avec des colonies de Staphylococcus aureus. Le chauffage du sang à 75 °C lors de la préparation de la gélose au sang cuit libère le facteur V et inactive les inhibiteurs de ce dernier pouvant-être présent dans certains sang animaux comme celui du mouton.
Le camp-test consiste à ensemencer une suspension d'Haemophilus sur un milieu gélosé au sang frais (facteur X) et puis à ajouter une strie de S. aureus (facteur V). Ceci induit un satellitisme typique, Haemophilus influenzae poussant autour de la strie de staphylocoques.

## Traitement
Haemophilus influenzae est sensible à l'amoxicilline dans 80 % des cas, cependant elle peut présenter une résistance aux β-lactamines en sécrétant une β-lactamase pouvant être traitée par de l'amoxicilline associée à un inhibiteur des pénicillinases tel que l'acide clavulanique. Il est également sensible aux céphalosporines de 3e génération et aux fluoroquinolones.

## Prévention
Des vaccins contre Haemophilus influenzae b sont disponibles depuis le début des années 1990. La couverture vaccinale des pays développés est de 92 %, alors qu'elle n'est que de 42 % dans les pays en voie de développement et 8 % dans les pays les plus pauvres.
Les vaccins protégeant d’haemophilus influenzae sont les suivants :
- vaccins monovalents :
  - Act-Hib,
  - Hibest ;
- vaccins associés (avec Diphtérie, Tétanos, Poliomyélite, Coqueluche) :
  - Infanrixquinta,
  - Pentacoq,
  - Pentavac,
  - Hexavac (+ Hépatite B),
  - Infanrix hexa (+ Hépatite B).

Le tableau vaccinal pour Haemophilus influenzae est le suivant :
- 3 injections : à 2 mois, 4 mois et 11 mois.

Trois injections sont recommandées en France. Aux États-Unis, depuis la vaccination les progrès ont été spectaculaires pour les enfants et les adultes, mais chez les adultes âgés le nombre de cas parait en augmentation (comme dans l'Ohio par exemple) en étant lié à l'émergence d'autres souches de Haemophilus influenza (autres que b).

## Utilisation en recherche
Les recherches sur Haemophilus influenzae ont permis d'isoler une série d'enzymes de restriction nommées Hind, dont la troisième découverte, HindIII, est l'une des enzymes de restriction les plus utilisées en biologie moléculaire. Son site de restriction à bouts cohésifs est palindromique :
5'---A AGCTT---3'
3'---TTCGA A---5'